# Delta buňka

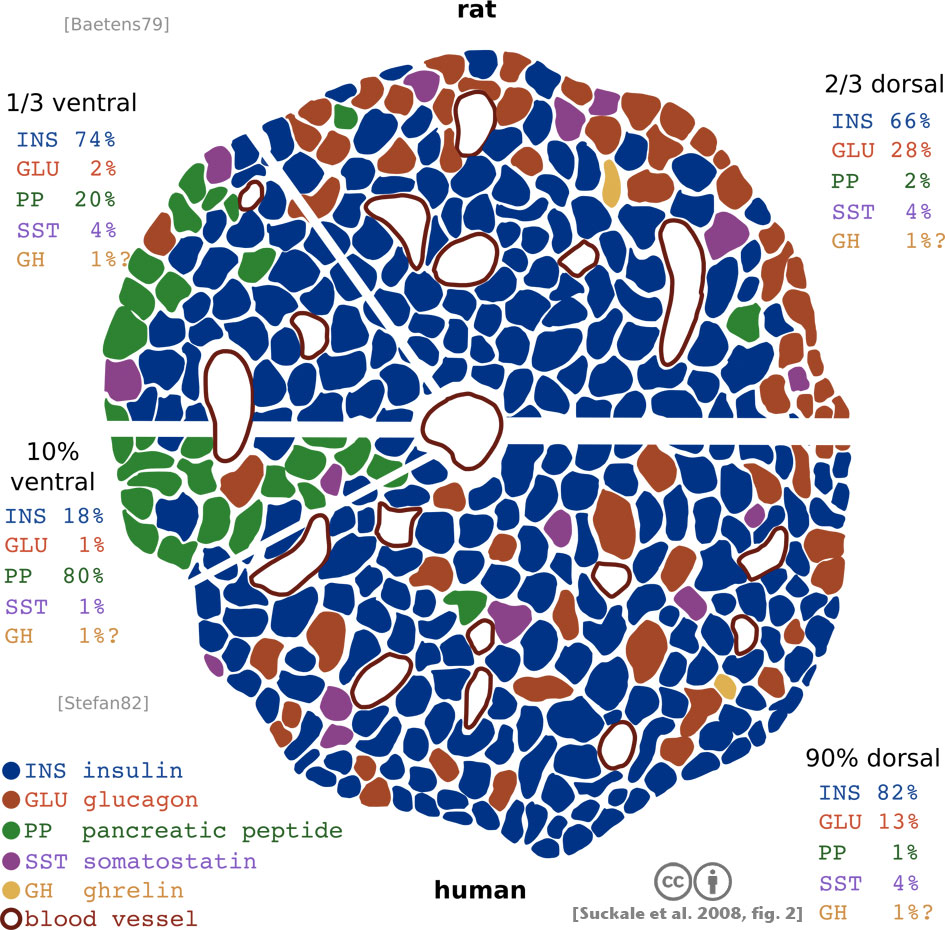
Schéma buněčného složení potkaního a lidského pankreatického ostrůvku - somatostatin fialově

Delta buňka (D buňka) je jeden z buněčných typů Langerhansových ostrůvků, což je endokrinní část slinivky břišní. Delta buňky produkují hormon somatostatin, který tlumí produkci glukagonu a inzulinu v alfa a beta buňkách.

## Histologie
Cytoplazma delta buněk obsahuje jemná granula, která se ve světelném mikroskopu vyznačují metachromázií (při určitém barvení se odstín zbarveného objektu liší od zbarvení roztoku barviva), zviditelňují se impregnací solemi stříbra, při které se barví černě. Pod elektronovým mikroskopem vykazují granula vysokou elektronovou denzitu, vypadají jako váčky, jsou obaleny membránou a obsahují slabě osmiofilní (vážící osmium) substanci, která má někdy vláknitý charakter. Průměrná velikost buněk je mezi 150 až 400 nm.

## Výskyt
D buňky jsou minimálně zastoupeny v zadní části hlavy (méně než 1 %), zatímco v dorsální části (ocas, tělo a přední část hlavy) tvoří 3 – 5 % ostrůvkových buněk.
Jsou lokalizovány na periferii ostrůvků. Delta buňky jsou umístěny mezi alfa a beta buňkami tak, že tyto tři buněčné typy často sousedí a delta buňky tak mohou snáze ovlivňovat produkci alfa a beta buněk.

## D1 buňky
D1 buňky jsou subtypem delta buněk. Jsou menší než ostatní buněčné typy ostrůvků a v běžných lidských ostrůvcích jsou vzácné. Jejich hormon VIP je také lokalizován v gangliových buňkách a nervových vláknech slinivky, střeva a mozku a delta buňky tak mohou snáze ovlivňovat produkci alfa a beta buněk.

## Funkce
Delta buňky se dělí na typ D a D1, které produkují hormony somatostatin a vazoaktivní intestinální polypeptid (VIP). Delta buňky mohou také produkovat gastrin.

### Somatostatin
Somatostatin je syntetizován jako preprosomatostatin v endoplazmatickém retikulu, z něj po vyštěpení aminokyselin vzniká prosomatostatin a ten je následně štěpen na somatostatin.
Pankreatický somatostatin je identický se somatostatinem produkovaným v hypothalamu. Inhibuje sekreci alfa, beta a D1 buněk, acinárních buněk exokrinní slinivky břišní a určité buňky produkující hormony v zažívacím traktu. Somatostatin tedy hraje regulační roli v homeostázy glukózy. a podílí se i na regulaci tkání gastrointestinálního traktu (Zamezuje pohybu živin ze střeva do oběhu: prodlužuje čas vyprazdňování žaludku, snižuje tvorbu žaludeční šťávy a gastrinu, zmenšuje sekreci exokrinního pankreatu, snižuje průtok krve splanchnickou oblastí a zpomaluje absorpci xylosy.)
Většina stimulátorů B buněk stimuluje i D buňky (glukóza, arginin, střevní hormony a tolbudamid).

### Vazoaktivní intestinální polypeptid (VIP)
VIP je produkován D1 buňkami. Stejně jako glukagon navozuje glykogenolýzu, hyperglykemii a reguluje sekreci iontů a vody epiteliálními buňkami zažívacího traktu.

### Gastrin
Delta buňky mohou také produkovat hormon gastrin. Gastrin stimuluje produkci HCl parietálními buňkami, které se vyskytují v žaludečních žlázkách. Jeho uvolňování inhibuje somatostatin.

## Patologie

### Somatostatinomy
Somatostatinomy (nádory delta buněk) jsou vzácné a způsobují syndrom mírného diabetu, žlučové kameny, steatorrheau (přítomnost přebytečného tuku ve výkalech) a hypochlorhydrii (snížené množství kyseliny chlorovodíkové v žaludeční šťávě). Tyto efekty vycházejí z inhibičních účinků somatostatinu na jiné buňky ostrůvků a na neuroendokrinní buňky trávicího traktu. Následně se sníží hladina inzulinu a glukagonu v krvi. V závislosti na produkci somatostatinu, některé nádory delta buněk také produkují kalcitonin nebo adrenokortikotropní hormon (ACTH). Nádory se zpravidla vyskytují osamoceně. Většina je maligních, v době diagnózy jsou metastázy již přítomny.

### VIPomy (Verner-Morissonův syndrom)
VIPom (nádor D1 buněk) neboli Verner-Morissonův syndrom je zapříčiněn zvýšením hladiny VIP a je charakterizován četnými prudkými průjmy, jež jsou doprovázeny hypokalémií a hypochlorhydrií. Porucha je také označována jako pankreatická cholera. VIPomy jsou vzácné nádory (méně než 5 % všech nádorů ostrůvkových buněk), jsou obvykle velké a solitární, ve většině případů maligní.